# Ornette Coleman
Ornette Coleman, születési nevén Randolph Denard Ornette Coleman (Fort Worth, Texas, 1930. március 9. – Manhattan, 2015. június 11.) Grammy-életműdíjas amerikai dzsesszzenész, szaxofonos, zeneszerző. Az 1960-as években egyike volt a free jazz megalapítóinak, a kifejezés maga a Free Jazz: A Collective Improvisation című albumáról származik. A Broadway Blues dzsessz-sztenderd lett.

## Pályakép
Coleman Charlie Parker egyik csodálója volt. Egyfelöl kitartott a free dzsessz általa megfogalmazott elvei mellett, másrész viszont a funk is az előfutára is volt.
Tizennégy éves korától tanult az altszaxofonozni, évvel később pedig tenorszaxofonozni is.Tizennégy éves korától tanult az altszaxofonozni, évvel később pedig tenorszaxofonozni is.
Pályája elején blues zenekarokban játszott. Los Angelesbe költözve autodidakta körülmények között zeneelméletet tanult kidolgozva egyéni ezalatt stílusának alapvető jellegzetességeit is.
Tehetségét Red Mitchell basszusgitáros fedezte fel. 1958-ban jelent meg első lemeze. Ugyanakkor dzsesszklubokban is elkezdett játszani. Coleman 1954-ben megnősült, 1964-ben elvált.

## Lemezválogatás
- Something Else!, 1958 (Contemporary)
- The Shape Of Jazz To Come, 1959 (Atlantic)
- Change Of The Century, 1960 (Atlantic)
- Ornette On Tenor, 1961 (Atlantic)
- At The "Golden Circle" Vol. 1, 1965 (Blue Note)
- Love Call, 1968 (Blue Note)
- Friends And Neighbours, 1970 (RCA)
- Dancing In Your Head, 1976 (Horizon)
- Body Meta, 1976 (Harmolodic/Verve)
- Soapsuds, Soapsuds, 1977 (Harmolodic/Verve)
- Song X, 1985 (Geffen)
- In All Languages, 1987 (CDP)
- Sound Museum, 2 db CD, 1996 (Harmolodic/Verve)

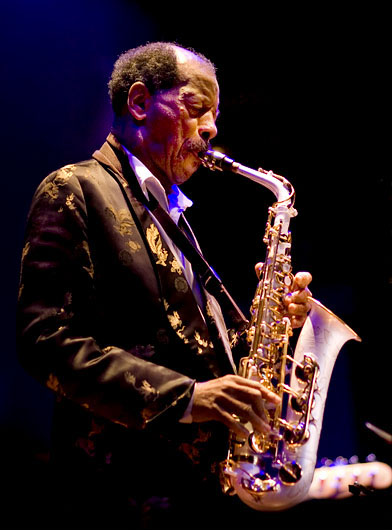

## Díjai
- Down Beat Jazz Hall of Fame, 1969
- MacArthur Fellowship, 1994
- Praemium Imperiale, 2001
- Dorothy and Lillian Gish Prize, 2004
- Honorary doctorate of music, Berklee College of Music, 2006
- Grammy-életműdíj, 2007
- Pulitzer-díj for music, 2007
- Miles Davis Award: Festival International de Jazz de Montréal, 2009
- Honorary doctorate by the Graduate Center, 2008
- Honorary doctorate of music, University of Michigan, 2010